# Spišský Štvrtok
Spišský Štvrtok es un municipio del distrito de Levoča en la región de Prešov, Eslovaquia, con una población estimada a final del año 2024 de 2612 habitantes.
Se encuentra ubicado al suroeste de la región, cerca del río Hernád (cuenca hidrográfica del río Tisza) y de la frontera con la región de Košice.

## Demografía
| Año        | 1994 | 2004    | 2014    | 2024    |
| ---------- | ---- | ------- | ------- | ------- |
| Población  | 2224 | 2339    | 2453    | 2612    |
| Diferencia |      | +5,17 % | +4,87 % | +6,48 % |

| Año        | 2023 | 2024    |
| ---------- | ---- | ------- |
| Población  | 2584 | 2612    |
| Diferencia |      | +1,08 % |